# Primaire markt
De primaire markt is het deel van de kapitaalmarkt dat de uitgave van nieuwe effecten beheert. Bedrijven, overheden of instellingen uit de publieke sector kunnen financiering verkrijgen door de verkoop van nieuwe aandelen of obligaties. Dit wordt gewoonlijk gedaan door een bankconsortium, de uitgiftebegeleidende bank. De verkoop van nieuwe effecten aan investeerders wordt inschrijven genoemd. Een beursintroductie of primaire emissie is een nieuwe uitgave van aandelen. Handelaren verdienen een commissie die is meegerekend in de prijs van het aangeboden aandeel maar kan ook in de prospectus gevonden worden.
Kenmerken van de primaire markt zijn:
- Het is de markt voor nieuw langetermijnkapitaal. De primaire markt is de markt waar aandelen voor de eerste keer verkocht worden.
- Bij een primaire uitgave worden de aandelen direct door een vennootschap uitgegeven aan investeerders.
- De vennootschap ontvangt het geld en geeft nieuwe aandelen uit aan de investeerders.
- Nieuwe aandelen worden door vennootschappen gebruikt voor het opstarten van nieuwe bedrijven of het uitbreiden of moderniseren van de bestaande bedrijven.
- De primaire markt heeft als cruciale functie de kapitaalsvorming in de economie te vergemakkelijken.
- De nieuwe emissiemarkt handelt niet in andere langetermijnfinanciering zoals leningen van financiële instellingen. Leningen in de primaire emissiemarkt kunnen een kapitaalverhoging zijn door het converteren van privékapitaal in publiek kapitaal.

Methoden van emissie in de primaire markt:
- Publieke inschrijfperiode;
- Emissie met voorkeurrecht of claim (voor bestaande bedrijven);
- Preferente aandelen.